# هورنيلسفيل (نيويورك)
هورنيلسفيل (بالإنجليزية: Hornellsville, New York)‏ هي بلدة أمريكية تقع في الولايات المتحدة في مقاطعة ستوبين، نيويورك. يقدر عدد سكانها بـ 4,151 نسمة ومساحتها 113.0 كم2 وترتفع عن سطح البحر 365 متر.

## أعلام
- جيريمياه ديفيس